# Рајан Џордан
Рајан Џордан (енгл. Ryan Jordan), познат под корисничким именом EssJay је био истакнути уредник и администратор Википедије на енглеском језику познат по томе што је изазвао један од чувенијих скандала у историји Википедије.
Иако се представљао да поседује две докторске титуле и да предаје на приватном универзитету, касније се испоставило да има свега 24 године и да је напустио колеџ без стицања звања.

## Пре откривања
Корисник EssJay је био активан на Википедији током 2005. и 2006. године.
Имао је око 20.000 измена.
Његова корисничка страница је сада неактивна.
Представљао се као да поседује два доктората: из теологије и канонског права и да предаје на једном универзитету у источном САД.
Врло често је те своје титуле и наводну преписку са колегама професорима користио као један од аргумената у доказивању својих ставова на Википедији.

## Интервју
На препоруку члана Викимедија фондације, добитник Пулицерове награде Стејси Шиф је урадио интервју за часопис Њујоркер са Рајаном, који се тада представљао само под својим корисничким именом и који није желео да открива детаље о себи више него што је изнето на његовој корисничкој страни.
Тај чланак о Википедији је објављен 31. јула 2006. под називом „Знајте све“ (енгл. Know It All).

## Откривање
Када је Викија (оригинално име Wikicities, веб хостинг сервис) почетком 2007. године запослила Рајана Џордана он је значајно променио своју корисничку страну.
Тада се и први пут представио као Рајан Џордан.
Као оправдање он је навео да је увек био оно што јесте, а да је користио дезинформације за небитне детаље: године, посао, итд.
Упркос дискусији која је трајала око његовог идентитета Џими Вејлс, оснивач Википедије, га је 23. фебруара 2007. именовао за члана Арбитражног комитета.
Крајем фебруара Њујоркер објавио исправку свог чланка у којој је навео да се корисник EssJay сада представља као Рајан Џордан, да има 24 године и да никада није предавао, што је потпуно другачије од онога како је објављено у чланку.
На позив Џимија Вејлса, Рајан је напустио положај од поверења у Википедији, а касније и у Викији.

## Реакције
Реакције на Рајаново откривање идентитета су биле различите.
Џими Вејлс је изјавио да је „Рајан био и остао пријатељ и да је понудио своје искрено извињење. Надам се да ће га свет пустити да оде у миру и изгради частан живот.“
Други уредници Википедије су имали различите ставове: од одобравања до оптужби за превару.
Многи су кренули да прегледају његове измене и да их преиспитују.
Тако је на пример истакнуто његово цитирање књиге "Католицизам за почетнике" (енгл. Catholicism for Dummies), иако је та књига оспорена од стране релевантних извора.
У писму упућеном Њујоркеру које је објављено 19. марта 2007. године Џими Вејлс се извинио часопису за серију погрешних процена које је начинио сарадник Википедије.
Вејлс је такође изнео уверење да ће се Википедија поправити након овог скандала.